# یورک‌شر جنوبی
یورک‌شایر جنوبی (به انگلیسی: South Yorkshire) یکی از شهرستان کشور انگلستان است که در ناحیه یورکشایر و هامبر قرار دارد.
این شهرستان در سال ۲۰۱۱ میلادی ۱٬۳۴۳٬۶۰۰ نفر جمعیت داشته و مرکز آن شهر بارنزلی است.
شهرستان یورکشر غربی در ۱ آوریل ۱۹۷۴ تأسیس شده‌است.

## بخش‌ها
- شفیلد
- متروپولیتن بورو آف راترهام
- متروپولیتن بورو آف دونکستر
- بارنزلی